# Justin Harper
Justin Harper (Filadelfia, 30 agosto 1989) è un cestista statunitense.

## Carriera
È stato selezionato dai Cleveland Cavaliers al secondo giro del Draft NBA 2011 (32ª scelta assoluta).

## Statistiche

### College
| Anno      | Squadra          | PG  | PT | MP   | TC%  | 3P%  | TL%  | RP  | AP  | PRP | SP  | PP   |
| --------- | ---------------- | --- | -- | ---- | ---- | ---- | ---- | --- | --- | --- | --- | ---- |
| 2007-2008 | Richmond Spiders | 29  | 0  | 8,6  | 45,0 | 37,2 | 41,2 | 1,3 | 0,1 | 0,2 | 0,2 | 3,3  |
| 2008-2009 | Richmond Spiders | 36  | 24 | 23,1 | 41,1 | 33,6 | 67,5 | 4,6 | 0,6 | 0,6 | 0,8 | 9,2  |
| 2009-2010 | Richmond Spiders | 35  | 35 | 25,0 | 48,3 | 34,4 | 68,1 | 5,4 | 1,0 | 0,8 | 0,9 | 10,6 |
| 2010-2011 | Richmond Spiders | 37  | 37 | 31,8 | 53,4 | 44,8 | 79,7 | 6,9 | 1,2 | 0,6 | 1,2 | 17,9 |
| Carriera  | Carriera         | 137 | 96 | 22,9 | 48,3 | 38,2 | 71,1 | 4,8 | 0,7 | 0,6 | 0,8 | 10,6 |

### NBA

#### Regular season
| Anno      | Squadra            | PG | PT | MP   | TC%  | 3P%  | TL%  | RP  | AP  | PRP | SP  | PP  |
| --------- | ------------------ | -- | -- | ---- | ---- | ---- | ---- | --- | --- | --- | --- | --- |
| 2011-2012 | Orlando Magic      | 14 | 0  | 6,0  | 29,0 | 15,4 | 0,0  | 0,9 | 0,1 | 0,1 | 0,2 | 1,4 |
| 2015-2016 | Detroit Pistons    | 5  | 0  | 7,0  | 40,0 | 44,4 | 50,0 | 0,2 | 0,0 | 0,2 | 0,0 | 2,6 |
| 2016-2017 | Philadelphia 76ers | 3  | 0  | 10,0 | 41,7 | 28,6 | 0,0  | 2,0 | 0,0 | 0,7 | 0,0 | 4,0 |
| Carriera  | Carriera           | 22 | 0  | 6,8  | 34   | 27,6 | 33,3 | 0,9 | 0,2 | 0,1 | 0,1 | 2,0 |

### G-League

#### Regular Season
| Anno      | Squadra          | PG  | PT | MP   | TC%  | 3P%  | TL%  | RP  | AP  | PRP | SP  | PP   |
| --------- | ---------------- | --- | -- | ---- | ---- | ---- | ---- | --- | --- | --- | --- | ---- |
| 2012-2013 | Idaho Stampede   | 48  | 20 | 26,6 | 41,7 | 32,4 | 72,8 | 6,5 | 1,0 | 0,8 | 0,4 | 11,7 |
| 2015-2016 | L.A. D-Fenders   | 42  | 26 | 28,9 | 47,2 | 39,1 | 89,1 | 5,7 | 1,6 | 0,7 | 0,7 | 15,3 |
| 2016-2017 | L.A. D-Fenders   | 45  | 45 | 29,0 | 48,2 | 40,9 | 77,4 | 6,7 | 1,4 | 0,3 | 0,6 | 16,4 |
| 2018-2019 | South Bay Lakers | 35  | 5  | 22,5 | 39,6 | 34,2 | 87,2 | 3,8 | 2,1 | 0,3 | 0,3 | 10,7 |
| Carriera  | Carriera         | 170 | 96 | 27,0 | 44,6 | 37,3 | 80,2 | 5,8 | 1,5 | 0,5 | 0,5 | 13,6 |

#### Playoffs
| Anno     | Squadra        | PG | PT | MP   | TC%  | 3P%  | TL%  | RP  | AP  | PRP | SP  | PP   |
| -------- | -------------- | -- | -- | ---- | ---- | ---- | ---- | --- | --- | --- | --- | ---- |
| 2016     | L.A. D-Fenders | 9  | 9  | 38,1 | 45,8 | 33,3 | 75,0 | 8,1 | 3,0 | 0,7 | 2,2 | 19,1 |
| 2017     | L.A. D-Fenders | 3  | 3  | 28,7 | 57,6 | 50,0 | 80,0 | 4,0 | 1,3 | 2,3 | 1,0 | 16,7 |
| Carriera | Carriera       | 12 | 12 | 35,8 | 48,0 | 37,1 | 75,7 | 7,1 | 2,6 | 1,1 | 1,9 | 18,5 |